# Llista de topònims de Cànoves i Samalús
Llista de topònims (noms propis de lloc) del municipi de Cànoves i Samalús, al Vallès Oriental
Informació actualitzada per un bot. Els canvis manuals es perdran quan s'actualitzi!

## arbre singular
| imatge | Nom                     | Ubicat a          | instància de   | Detalls                                                                       | coordenades                                                                                        | Protecció        | Commons (més fotos)  | Dades a WD                    |
| ------ | ----------------------- | ----------------- | -------------- | ----------------------------------------------------------------------------- | -------------------------------------------------------------------------------------------------- | ---------------- | -------------------- | ----------------------------- |
|        | Castanyer de Can Cuc    | Cànoves i Samalús | arbre singular | Taxon: castanyer (Castanea sativa) Ample: 17.5m Alt: 15m Perímetre: 13 20.66m | 41° 44′ 11″ N, 2° 20′ 51″ E / 41.736503°N,2.347625°E Can Cuc de la Muntanya 786 msnm               | arbre monumental | Castanyer de Can Cuc | Modifica les dades a Wikidata |
|        | alzina de Ca l'Esmandia | Cànoves i Samalús | arbre singular |                                                                               | 41° 40′ 41″ N, 2° 20′ 57″ E / 41.67814°N,2.34915°E ca:Parc de les Quatre Estacions (Ca l'Esmandia) |                  |                      | Modifica les dades a Wikidata |

## curs d'aigua
| imatge | Nom                 | Ubicat a                                               | instància de | Detalls            | coordenades                                                                                               | Protecció | Commons (més fotos) | Dades a WD                    |
| ------ | ------------------- | ------------------------------------------------------ | ------------ | ------------------ | --- | --------- | ------------------- | ----------------------------- |
|        | riera Carbonell     | Cànoves i Samalús les Franqueses del Vallès Granollers | curs d'aigua | Desemboca: Congost | 41° 37′ 18″ N, 2° 17′ 13″ E / 41.621652°N,2.286858°E 41° 41′ 14″ N, 2° 20′ 10″ E / 41.687142°N,2.336181°E |           | Riera Carbonell     | Modifica les dades a Wikidata |
|        | riera de Vallfornès | Vallès Oriental                                        | curs d'aigua | Desemboca: Mogent  | 41° 45′ 51″ N, 2° 19′ 59″ E / 41.764083°N,2.333143°E 41° 36′ 49″ N, 2° 21′ 19″ E / 41.613516°N,2.355208°E |           | Riera de Vallfornès | Modifica les dades a Wikidata |

## edifici
| imatge | Nom                          | Ubicat a          | instància de | Detalls                                                       | coordenades                                        | Protecció                                  | Commons (més fotos)                   | Dades a WD                    |
| ------ | ---------------------------- | ----------------- | ------------ | ------------------------------------------------------------- | -------------------------------------------------- | ------------------------------------------ | ------------------------------------- | ----------------------------- |
|        | Escoles Públiques de Samalús | Cànoves i Samalús | edifici      | Arquitecte: Manuel Joaquim Raspall i Mayol Estil: noucentisme | 41° 41′ 21″ N, 2° 19′ 19″ E / 41.68904°N,2.32188°E | bé cultural d'interès local                | Escoles Públiques (Cànoves i Samalús) | Modifica les dades a Wikidata |
|        | Rajoleria de la Servera      | Cànoves i Samalús | edifici      | Estil: arquitectura popular                                   |                                                    | bé integrant del patrimoni cultural català |                                       | Modifica les dades a Wikidata |

## entitat singular de població
| imatge | Nom                     | Ubicat a          | instància de                                                                   | Detalls  | coordenades                                                                 | Protecció | Commons (més fotos) | Dades a WD                    |
| ------ | ----------------------- | ----------------- | ------------------------------------------------------------------------------ | -------- | --------------------------------------------------------------------------- | --------- | ------------------- | ----------------------------- |
|        | Ca l'Esmandia           | Cànoves i Samalús | entitat singular de població                                                   | 34 hab   | 41° 40′ 49″ N, 2° 20′ 47″ E / 41.68040124923°N,2.3464840352248°E 301 msnm   |           |                     | Modifica les dades a Wikidata |
|        | Can Sebastianet         | Cànoves i Samalús | entitat singular de població                                                   | 52 hab   | 41° 40′ 53″ N, 2° 21′ 52″ E / 41.6813149629616°N,2.3645662044543°E 321 msnm |           |                     | Modifica les dades a Wikidata |
|        | Can Volard              | Cànoves i Samalús | entitat singular de població                                                   | 857 hab  | 41° 42′ 11″ N, 2° 21′ 34″ E / 41.702991892266°N,2.3594760029844°E 423 msnm  |           |                     | Modifica les dades a Wikidata |
|        | Cànoves                 | Cànoves i Samalús | entitat singular de població capital municipal ens local històric de Catalunya | 1230 hab | 41° 41′ 38″ N, 2° 21′ 13″ E / 41.693808°N,2.353475°E 348 msnm               |           | Cànoves             | Modifica les dades a Wikidata |
|        | Cànoves Residencial     | Cànoves i Samalús | entitat singular de població                                                   | 2 hab    | 41° 41′ 39″ N, 2° 20′ 46″ E / 41.69408253°N,2.346112035°E 413 msnm          |           |                     | Modifica les dades a Wikidata |
|        | Samalús                 | Cànoves i Samalús | entitat singular de població ens local històric de Catalunya                   | 243 hab  | 41° 41′ 15″ N, 2° 18′ 55″ E / 41.687425°N,2.3151719444444443°E 377 msnm     |           | Samalús             | Modifica les dades a Wikidata |
|        | el Mirador del Montseny | Cànoves i Samalús | entitat singular de població                                                   | 779 hab  | 41° 41′ 52″ N, 2° 22′ 13″ E / 41.697647767569°N,2.3703450548477°E 355 msnm  |           |                     | Modifica les dades a Wikidata |
|        | la Parellada            | Cànoves i Samalús | entitat singular de població                                                   | 112 hab  | 41° 41′ 46″ N, 2° 21′ 17″ E / 41.695997°N,2.354747°E 354 msnm               |           |                     | Modifica les dades a Wikidata |

## església
| imatge | Nom                              | Ubicat a          | instància de                 | Detalls                                                                         | coordenades                                                                                                  | Protecció                                  | Commons (més fotos)                                  | Dades a WD                    |
| ------ | -------------------------------- | ----------------- | ---------------------------- | ------------------------------------------------------------------------------- | --- | ------------------------------------------ | ---------------------------------------------------- | ----------------------------- |
|        | Sant Andreu de Samalús           | Cànoves i Samalús | església                     | Estil: arquitectura romànica                                                    | 41° 41′ 20″ N, 2° 18′ 48″ E / 41.68881667°N,2.31324167°E 377 msnm                                            | bé cultural d'interès local                | Sant Andreu de Samalús                               | Modifica les dades a Wikidata |
|        | Sant Muç de Cànoves              | Cànoves i Samalús | església església parroquial | Estil: arquitectura romànica arquitectura gòtica                                | 41° 41′ 36″ N, 2° 21′ 17″ E / 41.693333333333°N,2.3547222222222°E                                            | bé cultural d'interès local                | Església de Sant Muç                                 | Modifica les dades a Wikidata |
|        | Sant Salvador de Terrades        | Cànoves i Samalús | església                     | Arquitecte: Josep Maria Pericas i Morros Estil: historicisme arquitectònic 1930 | 41° 43′ 39″ N, 2° 20′ 49″ E / 41.7275°N,2.3469444444444445°E ca:Veïnat de Sant Salvador de Terrades 740 msnm | bé cultural d'interès local                | Ermita de Sant Salvador de Terrades                  | Modifica les dades a Wikidata |
|        | Santuari de la Verge de la Salut | Cànoves i Samalús | església                     | Estil: historicisme arquitectònic                                               | 41° 41′ 20″ N, 2° 18′ 50″ E / 41.68892°N,2.314°E                                                             | bé integrant del patrimoni cultural català | Santuari de la Verge de la Salut (Cànoves i Samalús) | Modifica les dades a Wikidata |
|        | capella de Santa Eugènia         | Cànoves i Samalús | església capella             | Estil: arquitectura popular                                                     | 41° 41′ 23″ N, 2° 19′ 16″ E / 41.68964°N,2.32119°E ca:Crtra. BP-5107, km 37,2                                | bé cultural d'interès local                | Santa Eugènia de Cànoves i Samalús                   | Modifica les dades a Wikidata |

## masia
| imatge | Nom                       | Ubicat a                                    | instància de | Detalls                                                      | coordenades | Protecció                                            | Commons (més fotos)              | Dades a WD                    |
| ------ | ------------------------- | ------------------------------------------- | ------------ | ------------------------------------------------------------ | --- | ---------------------------------------------------- | -------------------------------- | ----------------------------- |
|        | Ca l'Antich               | Cànoves i Samalús                           | masia        | Estil: arquitectura popular                                  | 41° 41′ 36″ N, 2° 21′ 16″ E / 41.693423°N,2.354439°E ca:Avinguda Josep Crous s/n, 08045 Cànoves i Samalús                                   | bé cultural d'interès local                          |                                  | Modifica les dades a Wikidata |
|        | Ca l'Autèntic             | Cànoves i Samalús                           | masia        |                                                              | 41° 40′ 25″ N, 2° 19′ 00″ E / 41.673546418488°N,2.3166970421651°E                                                                           |                                                      | Ca l'Autèntic                    | Modifica les dades a Wikidata |
|        | Ca l'Ignasiet             | Cànoves i Samalús                           | masia        |                                                              | 41° 41′ 18″ N, 2° 19′ 08″ E / 41.6883124514311°N,2.31878783431144°E                                                                         |                                                      |                                  | Modifica les dades a Wikidata |
|        | Cal Berengueret           | Cànoves i Samalús                           | masia        |                                                              | 41° 40′ 38″ N, 2° 18′ 23″ E / 41.6772143916222°N,2.30651834591862°E                                                                         |                                                      |                                  | Modifica les dades a Wikidata |
|        | Cal Bessó                 | Cànoves i Samalús                           | masia        |                                                              | 41° 42′ 21″ N, 2° 22′ 09″ E / 41.705747029629°N,2.3690641035763°E                                                                           |                                                      |                                  | Modifica les dades a Wikidata |
|        | Cal Cego                  | Cànoves i Samalús                           | masia        |                                                              | 41° 40′ 35″ N, 2° 21′ 26″ E / 41.6763562668834°N,2.35722640197501°E                                                                         |                                                      |                                  | Modifica les dades a Wikidata |
|        | Cal Cinto                 | Cànoves i Samalús                           | masia        |                                                              | 41° 40′ 50″ N, 2° 21′ 42″ E / 41.6805426961547°N,2.36173832530431°E                                                                         |                                                      |                                  | Modifica les dades a Wikidata |
|        | Cal Coní                  | Cànoves i Samalús                           | masia        |                                                              | 41° 41′ 33″ N, 2° 19′ 17″ E / 41.692561793533°N,2.32149488370171°E                                                                          |                                                      |                                  | Modifica les dades a Wikidata |
|        | Cal Cuc                   | Cànoves i Samalús                           | masia        |                                                              | 41° 41′ 36″ N, 2° 21′ 18″ E / 41.6933315965288°N,2.3550746008695°E                                                                          |                                                      |                                  | Modifica les dades a Wikidata |
|        | Cal Liret                 | les Franqueses del Vallès Cànoves i Samalús | masia        |                                                              | 41° 41′ 04″ N, 2° 20′ 11″ E / 41.6845605675281°N,2.33641805813429°E                                                                         |                                                      |                                  | Modifica les dades a Wikidata |
|        | Cal Messeguer             | Cànoves i Samalús                           | masia        |                                                              | 41° 41′ 50″ N, 2° 21′ 18″ E / 41.6973206325452°N,2.35487851695509°E                                                                         |                                                      |                                  | Modifica les dades a Wikidata |
|        | Cal Mestres               | Cànoves i Samalús                           | masia        |                                                              | 41° 40′ 25″ N, 2° 21′ 08″ E / 41.6735904043824°N,2.35229237134506°E                                                                         |                                                      |                                  | Modifica les dades a Wikidata |
|        | Cal Pino                  | les Franqueses del Vallès Cànoves i Samalús | masia        |                                                              | 41° 41′ 04″ N, 2° 20′ 15″ E / 41.6843859128701°N,2.33736907243617°E                                                                         |                                                      |                                  | Modifica les dades a Wikidata |
|        | Cal Pipaire               | Cànoves i Samalús                           | masia        |                                                              | 41° 41′ 58″ N, 2° 21′ 15″ E / 41.6993433984042°N,2.35419729828533°E                                                                         |                                                      |                                  | Modifica les dades a Wikidata |
|        | Cal Rei                   | Cànoves i Samalús                           | masia        |                                                              | 41° 41′ 19″ N, 2° 19′ 59″ E / 41.6886397013674°N,2.33311974165975°E                                                                         |                                                      |                                  | Modifica les dades a Wikidata |
|        | Cal Sastret               | Cànoves i Samalús                           | masia        |                                                              | 41° 41′ 09″ N, 2° 19′ 11″ E / 41.6857412123594°N,2.31959597761774°E                                                                         |                                                      |                                  | Modifica les dades a Wikidata |
|        | Can Balder                | Cànoves i Samalús                           | masia        |                                                              | 41° 42′ 50″ N, 2° 21′ 05″ E / 41.7140092568127°N,2.35141792090931°E 580 msnm                                                                |                                                      | Can Balder                       | Modifica les dades a Wikidata |
|        | Can Benet de Cànoves      | Cànoves i Samalús                           | masia        |                                                              | 41° 40′ 43″ N, 2° 21′ 38″ E / 41.6787444376356°N,2.36068681296158°E                                                                         |                                                      |                                  | Modifica les dades a Wikidata |
|        | Can Berenguer             | Cànoves i Samalús                           | masia        | Estil: arquitectura popular 16th century                     | 41° 41′ 19″ N, 2° 18′ 49″ E / 41.6885792120235°N,2.31366611305907°E ca:Samalús, sota l'església de Sant Andreu 374 msnm                     | bé cultural d'interès local                          | Can Berenguer (Samalús)          | Modifica les dades a Wikidata |
|        | Can Bosc                  | Cànoves i Samalús                           | masia        |                                                              | 41° 41′ 06″ N, 2° 18′ 17″ E / 41.6850850682485°N,2.30477568689992°E                                                                         |                                                      |                                  | Modifica les dades a Wikidata |
|        | Can Bot                   | Cànoves i Samalús                           | masia        |                                                              | 41° 41′ 35″ N, 2° 20′ 04″ E / 41.69292°N,2.33438°E ca:Samalús                                                                               | bé cultural d'interès local                          | Can Bot (Cànoves i Samalús)      | Modifica les dades a Wikidata |
|        | Can Botet                 | Cànoves i Samalús                           | masia        |                                                              | 41° 41′ 26″ N, 2° 20′ 06″ E / 41.6904707895003°N,2.33513163030879°E                                                                         |                                                      |                                  | Modifica les dades a Wikidata |
|        | Can Bullícia              | Cànoves i Samalús                           | masia        |                                                              | 41° 40′ 50″ N, 2° 18′ 49″ E / 41.680481°N,2.313561°E 328 msnm                                                                               |                                                      | Can Bullícia                     | Modifica les dades a Wikidata |
|        | Can Canet                 | Cànoves i Samalús                           | masia        |                                                              | 41° 40′ 51″ N, 2° 19′ 05″ E / 41.6808688576319°N,2.31815747417809°E                                                                         |                                                      |                                  | Modifica les dades a Wikidata |
|        | Can Canyes                | Cànoves i Samalús                           | masia        |                                                              | 41° 40′ 49″ N, 2° 20′ 45″ E / 41.6803265493447°N,2.34572488098824°E                                                                         |                                                      |                                  | Modifica les dades a Wikidata |
|        | Can Casa Vella            | Cànoves i Samalús                           | masia        |                                                              | 41° 40′ 27″ N, 2° 19′ 00″ E / 41.6741672268455°N,2.3165823543255°E                                                                          |                                                      | Can Casa Vella                   | Modifica les dades a Wikidata |
|        | Can Casademunt            | Cànoves i Samalús                           | masia        | Estil: arquitectura popular                                  | 41° 41′ 37″ N, 2° 21′ 12″ E / 41.69373°N,2.35346°E ca:Masia Can Casademunt, s/n, 08445 Cànoves i Samalús                                    | bé cultural d'interès local                          |                                  | Modifica les dades a Wikidata |
|        | Can Caseta                | Cànoves i Samalús                           | masia        |                                                              | 41° 41′ 19″ N, 2° 18′ 37″ E / 41.68851°N,2.31019°E ca:Al p.k. 36 de la carretera BP-5107                                                    |                                                      |                                  | Modifica les dades a Wikidata |
|        | Can Castell               | Cànoves i Samalús                           | masia        |                                                              | 41° 42′ 39″ N, 2° 21′ 03″ E / 41.7109160083728°N,2.35073981322708°E                                                                         |                                                      |                                  | Modifica les dades a Wikidata |
|        | Can Castellà              | Cànoves i Samalús                           | masia        |                                                              | 41° 40′ 41″ N, 2° 18′ 44″ E / 41.6781135240154°N,2.31225151153001°E                                                                         |                                                      |                                  | Modifica les dades a Wikidata |
|        | Can Catà                  | Cànoves i Samalús                           | masia        |                                                              | 41° 42′ 06″ N, 2° 21′ 28″ E / 41.7017420757312°N,2.35791110605653°E                                                                         |                                                      |                                  | Modifica les dades a Wikidata |
|        | Can Cavaller              | Cànoves i Samalús                           | masia        |                                                              | 41° 41′ 41″ N, 2° 19′ 11″ E / 41.6946226359187°N,2.31967062375326°E ca:Samalús                                                              |                                                      |                                  | Modifica les dades a Wikidata |
|        | Can Centelles             | Cànoves i Samalús                           | masia        |                                                              | 41° 40′ 51″ N, 2° 18′ 47″ E / 41.6807208640559°N,2.31296866393898°E 325 msnm                                                                |                                                      | Can Centelles (Samalús)          | Modifica les dades a Wikidata |
|        | Can Claus                 | Cànoves i Samalús                           | masia        |                                                              | 41° 41′ 10″ N, 2° 19′ 56″ E / 41.6859947823715°N,2.33211370237476°E                                                                         |                                                      |                                  | Modifica les dades a Wikidata |
|        | Can Clavets               | les Franqueses del Vallès Cànoves i Samalús | masia        |                                                              | 41° 41′ 06″ N, 2° 19′ 49″ E / 41.6851290226594°N,2.330380397636°E                                                                           |                                                      |                                  | Modifica les dades a Wikidata |
|        | Can Coc                   | Cànoves i Samalús                           | masia        |                                                              | 41° 41′ 23″ N, 2° 20′ 11″ E / 41.6897658703768°N,2.33628045070255°E                                                                         |                                                      |                                  | Modifica les dades a Wikidata |
|        | Can Congost               | Cànoves i Samalús                           | masia        | Estil: arquitectura gòtica arquitectura popular 16th century | 41° 42′ 11″ N, 2° 21′ 00″ E / 41.70318°N,2.35011°E ca:Camí de Vallformís, a 1 km 389 msnm                                                   | bé integrant del patrimoni cultural català           | Can Congost (Cànoves i Samalús)  | Modifica les dades a Wikidata |
|        | Can Cuc de la Muntanya    | Cànoves i Samalús                           | masia        | Estil: arquitectura popular                                  | 41° 43′ 30″ N, 2° 20′ 55″ E / 41.72489°N,2.3487°E ca:Veïnat de Sant Salvador de Terrades                                                    | bé cultural d'interès local                          | Can Cuc de la Muntanya           | Modifica les dades a Wikidata |
|        | Can Domènec               | Cànoves i Samalús                           | masia        |                                                              | 41° 42′ 19″ N, 2° 20′ 59″ E / 41.705172°N,2.349773°E 390 msnm                                                                               |                                                      | Can Domènec (Cànoves)            | Modifica les dades a Wikidata |
|        | Can Ferrer                | Cànoves i Samalús                           | masia        |                                                              | 41° 41′ 23″ N, 2° 21′ 19″ E / 41.6897302448278°N,2.35533888502207°E                                                                         |                                                      |                                  | Modifica les dades a Wikidata |
|        | Can Ferrer de la Bruguera | Cànoves i Samalús                           | masia        |                                                              | 41° 41′ 25″ N, 2° 20′ 28″ E / 41.6903967604181°N,2.34104453927028°E                                                                         |                                                      |                                  | Modifica les dades a Wikidata |
|        | Can Flicandó              | Cànoves i Samalús                           | masia        |                                                              | 41° 41′ 10″ N, 2° 20′ 04″ E / 41.686170074813°N,2.33438287001569°E                                                                          |                                                      |                                  | Modifica les dades a Wikidata |
|        | Can Gessa                 | Cànoves i Samalús                           | masia        |                                                              | 41° 41′ 05″ N, 2° 19′ 41″ E / 41.6845928980606°N,2.32803092333708°E la Riera                                                                |                                                      |                                  | Modifica les dades a Wikidata |
|        | Can Gessa                 | Cànoves i Samalús                           | masia        |                                                              | 41° 42′ 49″ N, 2° 21′ 15″ E / 41.713638°N,2.354035°E 619 msnm                                                                               |                                                      | Can Gessa (Cànoves)              | Modifica les dades a Wikidata |
|        | Can Gessa de Baix         | Cànoves i Samalús                           | masia        |                                                              | 41° 41′ 05″ N, 2° 19′ 36″ E / 41.6847292676246°N,2.32670779934829°E                                                                         |                                                      |                                  | Modifica les dades a Wikidata |
|        | Can Jaume                 | Cànoves i Samalús                           | masia        |                                                              | 41° 41′ 05″ N, 2° 19′ 45″ E / 41.6847072238712°N,2.32909911297617°E                                                                         |                                                      |                                  | Modifica les dades a Wikidata |
|        | Can Jonqueres             | Cànoves i Samalús                           | masia        |                                                              | 41° 41′ 26″ N, 2° 20′ 08″ E / 41.6905633567245°N,2.33556327430742°E                                                                         |                                                      |                                  | Modifica les dades a Wikidata |
|        | Can Julià                 | Cànoves i Samalús                           | masia        | Estil: arquitectura popular 16th century                     | 41° 41′ 22″ N, 2° 19′ 03″ E / 41.68946°N,2.31748°E ca:Crtra. BP-5107, km 36,8                                                               | bé cultural d'interès local                          | Can Julià (Cànoves i Samalús)    | Modifica les dades a Wikidata |
|        | Can Llavina               | Cànoves i Samalús                           | masia        |                                                              | 41° 41′ 07″ N, 2° 19′ 40″ E / 41.6853757646948°N,2.32790262120197°E                                                                         |                                                      |                                  | Modifica les dades a Wikidata |
|        | Can Llibants              | Cànoves i Samalús                           | masia        |                                                              | 41° 41′ 16″ N, 2° 19′ 14″ E / 41.6877817344886°N,2.32042761807996°E                                                                         |                                                      |                                  | Modifica les dades a Wikidata |
|        | Can Llobet Nou            | Cànoves i Samalús                           | masia        |                                                              | 41° 41′ 09″ N, 2° 20′ 13″ E / 41.6859413449055°N,2.33688449908523°E                                                                         |                                                      |                                  | Modifica les dades a Wikidata |
|        | Can Llobet Vell           | Cànoves i Samalús                           | masia        |                                                              | 41° 41′ 08″ N, 2° 20′ 12″ E / 41.6854815251503°N,2.3368051111549°E                                                                          |                                                      |                                  | Modifica les dades a Wikidata |
|        | Can Lluc                  | Cànoves i Samalús                           | masia        |                                                              | 41° 41′ 06″ N, 2° 18′ 38″ E / 41.6850922145697°N,2.31044695533084°E                                                                         |                                                      |                                  | Modifica les dades a Wikidata |
|        | Can Lluís                 | Cànoves i Samalús                           | masia        |                                                              | 41° 41′ 29″ N, 2° 21′ 18″ E / 41.6914124531709°N,2.35496158662356°E                                                                         |                                                      |                                  | Modifica les dades a Wikidata |
|        | Can Mascaró               | Cànoves i Samalús                           | masia        | Estil: arquitectura popular                                  | 41° 41′ 21″ N, 2° 19′ 06″ E / 41.6892642212737°N,2.31828512329348°E                                                                         | bé cultural d'interès local                          |                                  | Modifica les dades a Wikidata |
|        | Can Massacs               | Cànoves i Samalús                           | masia        |                                                              | 41° 41′ 27″ N, 2° 19′ 20″ E / 41.6908270805866°N,2.32211394505512°E                                                                         |                                                      |                                  | Modifica les dades a Wikidata |
|        | Can Massó                 | Cànoves i Samalús                           | masia        |                                                              | 41° 40′ 44″ N, 2° 21′ 25″ E / 41.6787953099717°N,2.35688975736299°E                                                                         |                                                      |                                  | Modifica les dades a Wikidata |
|        | Can Mateu                 | Cànoves i Samalús                           | masia        |                                                              | 41° 40′ 35″ N, 2° 21′ 39″ E / 41.676457°N,2.360797°E                                                                                        |                                                      |                                  | Modifica les dades a Wikidata |
|        | Can Mateuet               | Cànoves i Samalús                           | masia        |                                                              | 41° 40′ 41″ N, 2° 21′ 30″ E / 41.6779654180803°N,2.35827965851211°E                                                                         |                                                      |                                  | Modifica les dades a Wikidata |
|        | Can Messeguer             | Cànoves i Samalús                           | masia        | Estil: arquitectura popular                                  | 41° 41′ 38″ N, 2° 20′ 09″ E / 41.694015086154°N,2.33591230233587°E                                                                          | bé cultural d'interès local                          |                                  | Modifica les dades a Wikidata |
|        | Can Mets                  | Cànoves i Samalús                           | masia        |                                                              | 41° 42′ 54″ N, 2° 21′ 01″ E / 41.7149304112988°N,2.35025463146824°E 568 msnm                                                                |                                                      | Can Mets (Cànoves i Samalús)     | Modifica les dades a Wikidata |
|        | Can Miquel de l'Alzina    | les Franqueses del Vallès Cànoves i Samalús | masia        |                                                              | 41° 41′ 08″ N, 2° 19′ 58″ E / 41.6856287244451°N,2.33267020901986°E                                                                         |                                                      |                                  | Modifica les dades a Wikidata |
|        | Can Miquel de la Riera    | Cànoves i Samalús                           | masia        |                                                              | 41° 41′ 19″ N, 2° 20′ 11″ E / 41.6884965017273°N,2.33638962797205°E                                                                         |                                                      |                                  | Modifica les dades a Wikidata |
|        | Can Monells               | Cànoves i Samalús                           | masia        |                                                              | 41° 40′ 36″ N, 2° 18′ 54″ E / 41.67661815646056°N,2.314901947975159°E                                                                       |                                                      | Can Monells (Cànoves i Samalús)  | Modifica les dades a Wikidata |
|        | Can Morera                | Cànoves i Samalús                           | masia        |                                                              | 41° 43′ 12″ N, 2° 21′ 07″ E / 41.7200823067105°N,2.35182571886178°E ca:Al veïnat de Sant Salvador deTerrades 668 msnm                       |                                                      | Can Morera (Cànoves i Samalús)   | Modifica les dades a Wikidata |
|        | Can Nari                  | Cànoves i Samalús                           | masia        |                                                              | 41° 41′ 43″ N, 2° 21′ 09″ E / 41.6954152619163°N,2.35240993603532°E                                                                         |                                                      |                                  | Modifica les dades a Wikidata |
|        | Can Palaus                | Cànoves i Samalús                           | masia        |                                                              | 41° 40′ 40″ N, 2° 21′ 38″ E / 41.6778337004292°N,2.36050359896507°E                                                                         |                                                      |                                  | Modifica les dades a Wikidata |
|        | Can Pallobet              | Cànoves i Samalús                           | masia        |                                                              | 41° 41′ 23″ N, 2° 20′ 17″ E / 41.6897407236151°N,2.33816728962989°E                                                                         |                                                      |                                  | Modifica les dades a Wikidata |
|        | Can Pau                   | Cànoves i Samalús                           | masia        |                                                              | 41° 40′ 34″ N, 2° 21′ 46″ E / 41.676171081076°N,2.36279068842108°E                                                                          |                                                      |                                  | Modifica les dades a Wikidata |
|        | Can Pau Roig              | Cànoves i Samalús                           | masia        |                                                              | 41° 41′ 30″ N, 2° 19′ 19″ E / 41.6917176629181°N,2.32192434264184°E                                                                         |                                                      |                                  | Modifica les dades a Wikidata |
|        | Can Pep Miquel            | Cànoves i Samalús                           | masia        |                                                              | 41° 40′ 58″ N, 2° 19′ 09″ E / 41.6827123151819°N,2.3191713132468°E                                                                          |                                                      |                                  | Modifica les dades a Wikidata |
|        | Can Pere Piler            | Cànoves i Samalús                           | masia        |                                                              | 41° 40′ 23″ N, 2° 18′ 57″ E / 41.6729294719455°N,2.31594672911941°E 270 msnm                                                                |                                                      | Can Pere Piler                   | Modifica les dades a Wikidata |
|        | Can Perera                | Cànoves i Samalús                           | masia        | Estil: arquitectura popular                                  | 41° 41′ 31″ N, 2° 21′ 07″ E / 41.6920804592991°N,2.35202279511594°E                                                                         | bé cultural d'interès local                          |                                  | Modifica les dades a Wikidata |
|        | Can Perera Nou            | Cànoves i Samalús                           | masia        |                                                              | 41° 41′ 32″ N, 2° 19′ 32″ E / 41.6920906240008°N,2.32560960459377°E 415 msnm                                                                |                                                      | Can Perera Nou                   | Modifica les dades a Wikidata |
|        | Can Perera Vell           | Cànoves i Samalús                           | masia        |                                                              | 41° 41′ 32″ N, 2° 19′ 35″ E / 41.692086198183°N,2.32639074732525°E 414 msnm                                                                 |                                                      | Can Perera Vell                  | Modifica les dades a Wikidata |
|        | Can Pericàs               | Cànoves i Samalús                           | masia        |                                                              | 41° 41′ 29″ N, 2° 19′ 43″ E / 41.691421°N,2.328587°E 401 msnm                                                                               |                                                      | Can Pericàs (Cànoves i Samalús)  | Modifica les dades a Wikidata |
|        | Can Picarol               | les Franqueses del Vallès Cànoves i Samalús | masia        |                                                              | 41° 41′ 05″ N, 2° 20′ 14″ E / 41.684808181953°N,2.33718450698565°E                                                                          |                                                      |                                  | Modifica les dades a Wikidata |
|        | Can Pou                   | Cànoves i Samalús                           | masia        |                                                              | 41° 43′ 09″ N, 2° 21′ 13″ E / 41.719276°N,2.353714°E 636 msnm                                                                               |                                                      | Can Pou (Cànoves i Samalús)      | Modifica les dades a Wikidata |
|        | Can Prades                | Cànoves i Samalús                           | masia        |                                                              | 41° 42′ 04″ N, 2° 18′ 32″ E / 41.701098257794°N,2.30902605235446°E                                                                          |                                                      |                                  | Modifica les dades a Wikidata |
|        | Can Prat                  | Cànoves i Samalús                           | masia        |                                                              | 41° 41′ 00″ N, 2° 19′ 15″ E / 41.6833973310737°N,2.32077413556025°E ca:A llevant del Serrat del Puig 334 msnm                               |                                                      | Can Prat (Samalús)               | Modifica les dades a Wikidata |
|        | Can Puig                  | Cànoves i Samalús                           | masia        |                                                              | 41° 42′ 55″ N, 2° 21′ 08″ E / 41.715324°N,2.352281°E 585 msnm                                                                               |                                                      | Can Puig (Cànoves i Samalús)     | Modifica les dades a Wikidata |
|        | Can Puigsagordi           | Cànoves i Samalús                           | masia        |                                                              | 41° 40′ 34″ N, 2° 18′ 33″ E / 41.676004771963°N,2.30906625818846°E                                                                          |                                                      |                                  | Modifica les dades a Wikidata |
|        | Can Rafael                | Cànoves i Samalús                           | masia        |                                                              | 41° 41′ 11″ N, 2° 19′ 49″ E / 41.6862722938868°N,2.33027241656624°E                                                                         |                                                      |                                  | Modifica les dades a Wikidata |
|        | Can Raïm                  | Cànoves i Samalús                           | masia        |                                                              | 41° 40′ 43″ N, 2° 18′ 56″ E / 41.6786018721295°N,2.31559831751887°E 297 msnm                                                                |                                                      | Can Raïm                         | Modifica les dades a Wikidata |
|        | Can Rec                   | Cànoves i Samalús                           | masia        |                                                              | 41° 42′ 18″ N, 2° 20′ 57″ E / 41.7049799097181°N,2.34906876163165°E 399 msnm                                                                |                                                      | Can Rec                          | Modifica les dades a Wikidata |
|        | Can Ribes                 | Cànoves i Samalús                           | masia        | Estil: arquitectura popular 16th century                     | 41° 41′ 10″ N, 2° 21′ 22″ E / 41.68606°N,2.35601°E ca:Ctra. de Sant Llorenç, km 41,6                                                        | bé integrant del patrimoni cultural català           | Can Ribes (Cànoves i Samalús)    | Modifica les dades a Wikidata |
|        | Can Riereta               | Cànoves i Samalús                           | masia        |                                                              | 41° 40′ 42″ N, 2° 21′ 28″ E / 41.6782141132674°N,2.35765244443772°E                                                                         |                                                      |                                  | Modifica les dades a Wikidata |
|        | Can Rupit                 | Cànoves i Samalús                           | masia        |                                                              | 41° 40′ 39″ N, 2° 21′ 27″ E / 41.6774927117023°N,2.35750343387892°E                                                                         |                                                      |                                  | Modifica les dades a Wikidata |
|        | Can Sagrera               | Cànoves i Samalús                           | masia        |                                                              | 41° 41′ 44″ N, 2° 21′ 06″ E / 41.6954203388681°N,2.35171287026113°E                                                                         |                                                      |                                  | Modifica les dades a Wikidata |
|        | Can Samont                | Cànoves i Samalús                           | masia        |                                                              | 41° 41′ 26″ N, 2° 19′ 02″ E / 41.6904288625236°N,2.31722738640954°E ca:Carretera BP-5107, p.k. 36,6                                         |                                                      |                                  | Modifica les dades a Wikidata |
|        | Can Sauló                 | Cànoves i Samalús                           | masia        |                                                              | 41° 41′ 23″ N, 2° 21′ 11″ E / 41.6897266929275°N,2.35310386300012°E                                                                         |                                                      |                                  | Modifica les dades a Wikidata |
|        | Can Serra                 | Cànoves i Samalús                           | masia        |                                                              | 41° 40′ 56″ N, 2° 21′ 04″ E / 41.6821498504072°N,2.35117324805187°E ca:Pla de Can Serra                                                     |                                                      |                                  | Modifica les dades a Wikidata |
|        | Can Teixidor              | Cànoves i Samalús                           | masia        |                                                              | 41° 41′ 36″ N, 2° 21′ 24″ E / 41.6934128758809°N,2.35672013502297°E                                                                         |                                                      |                                  | Modifica les dades a Wikidata |
|        | Can Torre Penjada         | Cànoves i Samalús                           | masia        |                                                              | 41° 41′ 35″ N, 2° 21′ 26″ E / 41.6929917182609°N,2.35710887682827°E                                                                         |                                                      |                                  | Modifica les dades a Wikidata |
|        | Can Torrent               | Cànoves i Samalús                           | masia        | 18th century                                                 | 41° 41′ 38″ N, 2° 19′ 39″ E / 41.693939643871°N,2.32758514771423°E ca:Al peu del turó del Puig del Castell, a l'est de Can Pujades 464 msnm |                                                      | Can Torrent (Cànoves i Samalús)  | Modifica les dades a Wikidata |
|        | Can Tuta                  | Cànoves i Samalús                           | masia        |                                                              | 41° 41′ 22″ N, 2° 20′ 25″ E / 41.6895271670747°N,2.34018823320974°E                                                                         |                                                      |                                  | Modifica les dades a Wikidata |
|        | Can Vergers               | Cànoves i Samalús                           | masia        |                                                              | 41° 41′ 16″ N, 2° 20′ 02″ E / 41.6877338032284°N,2.33377796461508°E                                                                         |                                                      |                                  | Modifica les dades a Wikidata |
|        | Can Vet                   | Cànoves i Samalús                           | masia        |                                                              | 41° 41′ 31″ N, 2° 19′ 52″ E / 41.6920780343911°N,2.33116152931417°E                                                                         |                                                      |                                  | Modifica les dades a Wikidata |
|        | Can Volart                | Cànoves i Samalús                           | masia        | Estil: arquitectura popular                                  | 41° 42′ 10″ N, 2° 21′ 48″ E / 41.70288°N,2.3634°E                                                                                           | bé cultural d'interès local                          | Can Volard (Cànoves i Samalús)   | Modifica les dades a Wikidata |
|        | Can Xicola                | Cànoves i Samalús                           | masia        |                                                              | 41° 40′ 48″ N, 2° 21′ 34″ E / 41.6800342983304°N,2.35940049496201°E                                                                         |                                                      |                                  | Modifica les dades a Wikidata |
|        | Caseta d'en Serra         | Cànoves i Samalús                           | masia        |                                                              | 41° 40′ 54″ N, 2° 18′ 44″ E / 41.6817166357418°N,2.31229725034075°E ca:A Samalús                                                            |                                                      |                                  | Modifica les dades a Wikidata |
|        | Castell de Samalús        | Samalús                                     | masia        | Estil: historicisme arquitectònic                            | 41° 41′ 28″ N, 2° 18′ 51″ E / 41.691201°N,2.314038°E                                                                                        | bé d'interès cultural bé cultural d'interès nacional | Castell de Samalús               | Modifica les dades a Wikidata |
|        | Mas Déu                   | Tagamanent Cànoves i Samalús                | masia        |                                                              | 41° 44′ 24″ N, 2° 20′ 41″ E / 41.7399481649371°N,2.3448314090688°E                                                                          |                                                      |                                  | Modifica les dades a Wikidata |
|        | Torre Bonaire             | Cànoves i Samalús                           | masia        |                                                              | 41° 41′ 36″ N, 2° 21′ 28″ E / 41.6933910316042°N,2.35764567099123°E                                                                         |                                                      |                                  | Modifica les dades a Wikidata |
|        | Torre Cerdà               | Cànoves i Samalús                           | masia        |                                                              | 41° 41′ 23″ N, 2° 20′ 21″ E / 41.6897637847735°N,2.3390442534186°E                                                                          |                                                      |                                  | Modifica les dades a Wikidata |
|        | Torre Manel               | Cànoves i Samalús                           | masia        |                                                              | 41° 41′ 37″ N, 2° 21′ 26″ E / 41.6934971622643°N,2.3572961179552°E                                                                          |                                                      |                                  | Modifica les dades a Wikidata |
|        | Torre Perera              | Cànoves i Samalús                           | masia        |                                                              | 41° 41′ 27″ N, 2° 21′ 09″ E / 41.6907326556662°N,2.35260110279587°E                                                                         |                                                      |                                  | Modifica les dades a Wikidata |
|        | Vallfigueres              | Cànoves i Samalús                           | masia        | 18th century                                                 | 41° 42′ 39″ N, 2° 19′ 20″ E / 41.710883962316°N,2.3221348587461°E ca:Camí de Vallfigueres                                                   |                                                      |                                  | Modifica les dades a Wikidata |
|        | can Quintana              | Cànoves i Samalús                           | masia        | Estil: arquitectura popular 16th century                     | 41° 43′ 19″ N, 2° 21′ 11″ E / 41.72198°N,2.35302°E ca:Veïnat de Sant Salvador de Terrades                                                   | bé integrant del patrimoni cultural català           | Can Quintana (Cànoves i Samalús) | Modifica les dades a Wikidata |
|        | el Castell dels Moros     | Cànoves i Samalús                           | masia        |                                                              | 41° 42′ 01″ N, 2° 21′ 14″ E / 41.7001436994521°N,2.35396094190698°E                                                                         |                                                      |                                  | Modifica les dades a Wikidata |
|        | el Villar                 | Cànoves i Samalús                           | masia        | Estil: arquitectura popular                                  | 41° 43′ 20″ N, 2° 19′ 58″ E / 41.72211°N,2.33271°E                                                                                          | bé integrant del patrimoni cultural català           |                                  | Modifica les dades a Wikidata |
|        | la Casa Nova              | Cànoves i Samalús                           | masia        |                                                              | 41° 40′ 26″ N, 2° 21′ 28″ E / 41.6740085633343°N,2.35779036849696°E                                                                         |                                                      |                                  | Modifica les dades a Wikidata |
|        | la Casa del Bosc          | Cànoves i Samalús                           | masia        |                                                              | 41° 44′ 14″ N, 2° 21′ 00″ E / 41.7372927116563°N,2.34987294915556°E                                                                         |                                                      |                                  | Modifica les dades a Wikidata |
|        | la Rectoria               | Cànoves i Samalús                           | masia        | Estil: arquitectura popular                                  | 41° 41′ 32″ N, 2° 21′ 20″ E / 41.6923531146677°N,2.35566118751583°E                                                                         | bé cultural d'interès local                          |                                  | Modifica les dades a Wikidata |
|        | la Secretaria             | Cànoves i Samalús                           | masia        |                                                              | 41° 41′ 34″ N, 2° 19′ 49″ E / 41.6929113039251°N,2.3304078415397°E                                                                          |                                                      |                                  | Modifica les dades a Wikidata |
|        | la Torreta                | Cànoves i Samalús                           | masia        |                                                              | 41° 41′ 38″ N, 2° 21′ 27″ E / 41.6939489023481°N,2.35754398256372°E                                                                         |                                                      |                                  | Modifica les dades a Wikidata |

## molí d'aigua
| imatge | Nom                  | Ubicat a          | instància de | Detalls                                         | coordenades                                                         | Protecció                                  | Commons (més fotos)                   | Dades a WD                    |
| ------ | -------------------- | ----------------- | ------------ | ----------------------------------------------- | ------------------------------------------------------------------- | ------------------------------------------ | ------------------------------------- | ----------------------------- |
|        | Molí de Can Massagué | Cànoves i Samalús | molí d'aigua | Estil: arquitectura popular                     |                                                                     | bé integrant del patrimoni cultural català |                                       | Modifica les dades a Wikidata |
|        | Molí de Can Ribes    | Cànoves i Samalús | molí d'aigua | Estil: arquitectura popular arquitectura gòtica | 41° 41′ 09″ N, 2° 21′ 23″ E / 41.68595°N,2.35649°E                  | bé cultural d'interès local                | Molí de Can Ribas (Cànoves i Samalús) | Modifica les dades a Wikidata |
|        | Molí de l'Antic      | Cànoves i Samalús | molí d'aigua | Estil: arquitectura popular                     | 41° 41′ 58″ N, 2° 21′ 11″ E / 41.6993904074799°N,2.35294693131419°E | bé cultural d'interès local                |                                       | Modifica les dades a Wikidata |

## muntanya
| imatge | Nom                     | Ubicat a                                        | instància de | Detalls | coordenades                                                                        | Protecció | Commons (més fotos)     | Dades a WD                    |
| ------ | ----------------------- | ----------------------------------------------- | ------------ | ------- | ---------------------------------------------------------------------------------- | --------- | ----------------------- | ----------------------------- |
|        | Puig del Castell        | Cànoves i Samalús                               | muntanya     |         | 41° 41′ 52″ N, 2° 19′ 30″ E / 41.6979°N,2.32489°E 631.8 msnm                       |           |                         | Modifica les dades a Wikidata |
|        | Roca Centella           | el Figaró-Montmany Tagamanent Cànoves i Samalús | muntanya     |         | 41° 43′ 11″ N, 2° 19′ 20″ E / 41.719722222222°N,2.3222222222222°E 1000.5 msnm      |           | Roca Centella           | Modifica les dades a Wikidata |
|        | Turó de Santa Margarida | Cànoves i Samalús                               | muntanya     |         | 41° 42′ 13″ N, 2° 18′ 32″ E / 41.7037°N,2.309°E 795.6 msnm                         |           | Turó de Santa Margarida | Modifica les dades a Wikidata |
|        | Turó de la Ferreria     | Cànoves i Samalús                               | muntanya     |         | 41° 41′ 13″ N, 2° 20′ 50″ E / 41.68686111°N,2.34733333°E 426 msnm                  |           |                         | Modifica les dades a Wikidata |
|        | Turó del Pi Novell      | Cànoves i Samalús Montseny Tagamanent           | muntanya     |         | 41° 44′ 36″ N, 2° 21′ 27″ E / 41.7433°N,2.35756°E 1225 msnm                        |           |                         | Modifica les dades a Wikidata |
|        | Turó dels Garrics       | Cànoves i Samalús                               | muntanya     |         | 41° 42′ 08″ N, 2° 19′ 00″ E / 41.70213889°N,2.31663889°E 716 msnm                  |           |                         | Modifica les dades a Wikidata |
|        | la Cuassa               | Sant Pere de Vilamajor Cànoves i Samalús        | muntanya     |         | 41° 43′ 19″ N, 2° 21′ 42″ E / 41.72204°N,2.361798°E serra de Palestrins 967.1 msnm |           | La Cuassa               | Modifica les dades a Wikidata |

## serra
| imatge | Nom                 | Ubicat a                                 | instància de | Detalls | coordenades                                                        | Protecció | Commons (més fotos) | Dades a WD                    |
| ------ | ------------------- | ---------------------------------------- | ------------ | ------- | ------------------------------------------------------------------ | --------- | ------------------- | ----------------------------- |
|        | serra d'Ombradors   | Cànoves i Samalús                        | serra        |         | 41° 42′ 46″ N, 2° 20′ 08″ E / 41.7128°N,2.33542°E 1000.5 msnm      |           |                     | Modifica les dades a Wikidata |
|        | serra de Palestrins | Cànoves i Samalús Sant Pere de Vilamajor | serra        |         | 41° 44′ 09″ N, 2° 21′ 37″ E / 41.73593333°N,2.36033889°E 1062 msnm |           | Serra de Palestrins | Modifica les dades a Wikidata |
|        | serra de les Termes | Cànoves i Samalús el Figaró-Montmany     | serra        |         | 41° 42′ 26″ N, 2° 19′ 06″ E / 41.7072°N,2.31833°E 902.2 msnm       |           |                     | Modifica les dades a Wikidata |

## Misc
| imatge | Nom                                    | Ubicat a                                                              | instància de                              | Detalls                                                                   | coordenades                                                                                 | Protecció                                            | Commons (més fotos)               | Dades a WD                    |
| ------ | -------------------------------------- | --------------------------------------------------------------------- | ----------------------------------------- | ------------------------------------------------------------------------- | ------------------------------------------------------------------------------------------- | ---------------------------------------------------- | --------------------------------- | ----------------------------- |
|        | Can Flaqué                             | Cànoves i Samalús                                                     | casa                                      | Arquitecte: Manuel Joaquim Raspall i Mayol Estil: arquitectura modernista | 41° 41′ 33″ N, 2° 19′ 27″ E / 41.6925°N,2.32413°E ca:Carretera de Llinars, km 37,5          | bé cultural d'interès local                          | Can Flaqué (Cànoves i Samalús)    | Modifica les dades a Wikidata |
|        | Castell de Cànoves                     | Cànoves i Samalús                                                     | castell                                   | Estil: arquitectura romànica                                              | 41° 41′ 57″ N, 2° 21′ 14″ E / 41.69921°N,2.353935°E ca:Camí de Vallfornès 363 msnm          | bé d'interès cultural bé cultural d'interès nacional | Castell de Cànoves                | Modifica les dades a Wikidata |
|        | Pantà de Vallfornès                    | Cànoves i Samalús                                                     | embassament                               | Superfície: 11.4ha Volum: 2.3hm³ Conca: 12.5km²                           | 41° 43′ 12″ N, 2° 20′ 31″ E / 41.719975°N,2.34201944°E 520 msnm                             |                                                      | Pantà de Vallfornès               | Modifica les dades a Wikidata |
|        | Pla de la Calma                        | Tagamanent Sant Pere de Vilamajor Montseny Cànoves i Samalús el Brull | plana altiplà                             |                                                                           | 41° 45′ 44″ N, 2° 20′ 01″ E / 41.7623°N,2.3335°E                                            |                                                      | Pla de la Calma                   | Modifica les dades a Wikidata |
|        | Poblat ibèric de Puig del Castell      | Samalús                                                               | jaciment arqueològic                      |                                                                           | 41° 41′ 52″ N, 2° 19′ 30″ E / 41.69787°N,2.32491°E 631 msnm                                 | espai de protecció arqueològica                      | Poblat ibèric de Puig del Castell | Modifica les dades a Wikidata |
|        | Pont sobre la riera de Cànoves         | Cànoves i Samalús                                                     | pont                                      | Estil: arquitectura popular 1920 Estat: bon estat                         | 41° 41′ 08″ N, 2° 21′ 22″ E / 41.68568°N,2.35599°E ca:Carretera BP-5107, p.k. 41,7 313 msnm | bé cultural d'interès local                          |                                   | Modifica les dades a Wikidata |
|        | Pou de neu del Turó de Can Cuc         | Cànoves i Samalús                                                     | pou de neu                                | Estil: arquitectura popular Estat: malmès                                 | 41° 44′ 43″ N, 2° 21′ 10″ E / 41.74525°N,2.35275°E ca:Al turó de Can Cuch 1225 msnm         | bé integrant del patrimoni cultural català           |                                   | Modifica les dades a Wikidata |
|        | casa consistorial de Cànoves i Samalús | Cànoves i Samalús                                                     | casa consistorial                         |                                                                           | 41° 41′ 38″ N, 2° 21′ 11″ E / 41.6939723°N,2.3529379°E                                      |                                                      |                                   | Modifica les dades a Wikidata |
|        | font del Monjo                         | Cànoves i Samalús                                                     | font                                      | Estil: arquitectura popular                                               | 41° 41′ 18″ N, 2° 18′ 10″ E / 41.68846°N,2.30268°E ca:Carretera BP-5107, p.k. 35,3          |                                                      |                                   | Modifica les dades a Wikidata |
|        | la Riera                               | Cànoves i Samalús                                                     | nucli de població                         |                                                                           | 41° 41′ 07″ N, 2° 19′ 52″ E / 41.685304415042°N,2.3311115311257°E                           |                                                      |                                   | Modifica les dades a Wikidata |
|        | presa de Vallfornès                    | Cànoves i Samalús                                                     | presa de terres Ús: regadiu aigua potable | 1985 Llarg: 160m Alt: 62m Volum: 494957m³                                 | 41° 43′ 12″ N, 2° 20′ 31″ E / 41.719980555556°N,2.3420194444444°E 523 461 msnm              |                                                      | Pantà de Vallfornès               | Modifica les dades a Wikidata |